# Acraea kulal
Acraea kulal är en fjärilsart som beskrevs av Van Someren 1936. Acraea kulal ingår i släktet Acraea och familjen praktfjärilar. Inga underarter finns listade i Catalogue of Life.